# Visky S. Béla
Visky S. Béla (Aranyosmeggyes, 1961. július 16. –) erdélyi magyar református lelkész, teológiai tanár, teológiai szakíró, műfordító, költő.

## Életpályája
Többgenerációs lelkészcsaládban született a Szatmár megyei Aranyosmeggyes községben, 1961. július 16-án. Elemi iskoláit szülőfalujában, Józsefházán végzi, majd középiskolai tanulmányait a Szatmárnémeti Kölcsey Ferenc Gimnáziumban. Ugyanitt érettségizik 1980-ban.
1985-ben lelkészi képesítést szerez a Kolozsvári Egyetemi Fokú Egységes Protestáns Teológián.
1985–1987 között  A Moldvai Református Szórványmisszió lelkipásztora.
1987 től 1997-ig a Galambodi Református Egyházközség (Marosi Egyházmegye) lelkésze. A kommunizmus utolsó évében, a rendszer fenyegetésével dacolva, templomot épít a felszámolásra ítélt faluban; közösségépítő munkája elismeréseképpen az Erdélyi Egyházkerület Aedificator Sanctae Ecclesiae címmel tünteti ki.
1993–1996 időszakban a Marosi Egyházmegye Lelkészértekezleti elnöke.
1990–1992 között a svájci Claparède-Bethlen Alapítvány ösztöndíjasaként a Genfi Tudományegyetem Teológia Karán további tanulmányokat folytat, miközben tevékenyen részt vesz a Genfi Magyar Gyülekezet életében.
1996 óta rendszeres teológiát tanít a kolozsvári Babeş–Bolyai Tudományegyetem keretében működő Református Tanárképző Karon.
2001–2004  időszakban a budapesti Károli Gáspár Református Egyetem Teológia Karának doktorandusza.
2004-ben szerez doktori fokozatot a budapesti Károli Gáspár Református Egyetem Teológia Karán, summa cum laude fokozattal.
2008. október–december időszakban az angliai L’Abri tanulmányi központ ösztöndíjasa.
2010 októberétől a kolozsvári Babeş–Bolyai Tudományegyetem Filozófia Karának doktorandusza.
2012–2013-ban a párizsi Fonds Ricoeur Intézet meghívására disszertációját előkészítő kutató munkát végez, illetve részt vesz ennek szemináriumain; eközben „szabad hallgató” (auditeur libre) a  Sorbonne I. Filozófia Karán, valamint előadásokat hallgat és tart az Institute Protestant-ban.
2013-ban szerez doktori fokozatot filozófiából a kolozsvári Babes-Bolyai Tudományegyetemen A megbocsátás problémája Vladimir Jankélévitch morálfilozófiájában c. értekezésével. 2017-ben habilitál a Debreceni Hittudományi Egyetem Teológia Karán
2013-tól rendszeres teológiát tanít a kolozsvári Protestáns Teológián.
Nős, három gyermek édesapja.
Kutatási területei: XX. századi teológia-történet, teodicea, kreáció– evolúció, kereszténység és világvallások,Viktor E. Frankl: Logoterápia, Nitzsche és a kereszténység, Vladimir Jankélévitch morálfilozófiája, Dietrich Bonhoeffer teológiája.
Teológiai szempontok a kreáció–evolúció vitához c. dolgozatában (2002/2–3) a természettudományi álláspont és a vallásos meggyőződés közötti feszültséget taglalja, végigjárva e két koncepció érveléseit, az ezzel kapcsolatos téveszméket, illetve a két szemlélethez való viszonyulás lehetséges módozatait, végezetül amellett foglal állást, hogy a tudományos szemlélet és a teológiai felfogás nem zárja ki egymást, hanem a tudósok és a teológusok teljesen más – és nem ellentétes, egymást kizáró – szemszögből vizsgálják ugyanazt a kérdést.

## Kötetei
- Csillagkorona (négy verses mese, Kolozsvár, 2001 = Borsszem Könyvek (románul Paul Drumaru fordításában, Coroana de stele címmel)
- Bizalom a határon (teológiai tanulmányok, Kolozsvár, 2003)
- Játék és alap. Teodicea-kísérletek a kortárs teológiában (Kolozsvár, 2006)
- A keresztyén etika alapelemei. Teodicea egykor és ma (Kolozsvár, 2010)
- Play and Foundation. Theodicy in contemporary theology (Zoetermeer – Kolozsvár, 2013)
- A filozófia keresztje. A megbocsátás problémája Vladimir Jankélévitch morálfilozófiájában (Kolozsvár, 2016)
- Megtartó ismeret. Mai kérdésekről presbiterek, gyülekezeti tagok, érdeklődők részére; Erdélyi Református Egyházkerület, Kolozsvár, 2018

## Fordításai
- La Rochelle-i hitvallás; ford., előszó Visky S. Béla; Koinónia, Kolozsvár, 2000 (Confessiones reformatorum) (Confessions et catechismes de la foi réformée. Labor et Fides, 1986. Les origines de la confession de foi et la discipline. Des églises réformées de France. Librairie Félix Alcan, Paris, 1936.) Fordítás franciából magyarra, bevezető tanulmánnyal ellátva. Koinónia, Kolozsvár, 2000
- Dietrich Bonhoeffer: Bevezetés a Zsoltárokhoz (Dietrich Bonhoeffer: Gemeinsames Leben – Das Gebetbuch  der Bibel, Berlin, Evangelische Verlagsanstalt, 1988)  Fordítás németből magyarra.  Kolozsvár, Koinónia, 2002
- Dietrich Bonhoeffer: Az egyház lényege (Dietrich Bonhoeffer: Das Wesen der Kirche. DBW 11, Ökumene, Universitat, Pfarramt 1931–1932, Chr. Keiser Verlag / Gütersloher Verlagshaus, Gütersloh, 1944. S. 239–302. Dein Reich komme! Gesammelte Schriften . Theologie – Gemeinde. Vorlesungen – Briefe – Gesprache, 1927 bis 1944. Dritter Band. Chr. Keiser Verlag, München, 1960. S. 270–285. Ethik. Gütersloher Verlagshaus, Gütersloh, 2006. S. 354–364.) Fordítás németből magyarra, bevezető tanulmánnyal. Exit Kiadó, Kolozsvár, 2013
- Dietrich Bonhoeffer: Etika. Útkészítés és bevonulás (Dietrich Bonhoeffer: Ethik. Zusammengestellt und herausgegeben von Eberhard Bethge. CHR. Keiser Verlag. München, 1953.) Fordítás németből magyarra. Exit Kiadó, Kolozsvár, 2015. p. 370.
- John C. Lennox: Isten és Stephen Hawking. Mégis ki tervezte a mindenséget? (John C. Lennox: God and Stephen Hawking. Whose Designe Is It Anyway? Lion, Oxford, 2011) Fordítás angolból magyarra. Koinónia Kiadó, Kolozsvár, 2016
- Andrei Plesu: Jézus példázatai. Az elmesélt igazság (Andrei Plesu: Parabolele lui Isus. Adevarul ca poveste. Humanitas, 2012). Fordítás románból magyarra. Koinónia Kiadó, Kolozsvár, 2019

## Fontosabb tanulmányai
- Kereszténység és világvallások Hans Küng értelmezésében (Creştinism şi religii mondiale în conceptia lui Hans Küng). In: Studia Universitatis Babes-Bolyai Theologia Reformata Transylvanica, Kolozsvár, 2001/1, p. 69–95.
- Lehet-e a rossz természet a jó karizmák hordozója? (Poate fi natura rea purtătorul harurilor bune?)– In: Studia Universitatis Babes-Bolyai Theologia Reformata Transylvanica, Kolozsvár, 2002/3. p. 75–78.
- Teológiai szempontok a kreáció-evolúció értelmezéséhez (Puncte de vedere teologice în controversa creaţionism-evoluţionism). Református Szemle, Kilencvenötödik évfolyam, Kolozsvár, 2002/2-3. p. 206-225
- A Sátán-kérdés teológiai relevanciája I. (Relevanţa teologică a problematicii Satanei) (I). Református Szemle, Kilencvenhatodik évfolyam, Kolozsvár, 2003/4. p. 357–379.
- A Sátán-kérdés teológiai relevanciája, avagy Ordít-e az oroszlán, ha nincs? (II). (Relevanţa teologică a problematicii Satanei) (II). Református Szemle, Kolozsvár, 2003/5. p. 478–494.
- Az Isten szenvedése teológiájának alapkérdései Kazoh Kitamori értelmezésében. In: Studia Universitatis Babes-Bolyai Theologia Reformata Transylvanica, 2003/5–6. p. 126– 137.
- This is the end, for me the beginning of life – Dietrich Bonhoeffer. Echinox, Cluj, 2005, nr. 7–10, p. 5–6.
- Teodicea-kisérletek a kortárs teológiában. In: Református Szemle, Kilencvennyolcadik évfolyam, Kolozsvár, 2005/6. 644–676.
- Teodicea helyett vitadicea: Friedrich Nietzsche és a szenvedés (Vitadicee in loc de theodicee. Friedrich Nietzsche si problema suferintei). In: Studia Universitatis Babes-Bolyai Theologia Reformata Transylvanica, Kolozsvár, 2006/1-2, p. 51–79.
- Az Isten érthetőségéhez való ragaszkodás gesztusának tisztessége és utópiája Hans Jonas teodíceájában. In: Studia Universitatis Babeş-Bolyai Theologia Reformata Transylvanica, 2007/1-2, p. 32–40.
- Immanuel Kant teodiceája, avagy a rossz problémájára adott elméleti válaszlehetőségek elutasítása. In: Studia Universitatis Babeş-Bolyai Theologia Reformata Transylvanica, 2008/1-2, p. 45–60.
- Several Theological Considerations concerning the Creation vs. Evolution Debate. In: Studia Universitatis Babeş-Bolyai Theologia Reformata Transylvanica, 2009/1, p. 51–74.
- Egészként egy megtört világban, avagy: megváltottak a válságban. In: Studia Universitatis Babeş-Bolyai Theologia Reformata Transylvanica, 2009/2, p. 61–69.
- Being a whole person in a broken world. In: Studia Universitatis Babeş-Bolyai Theologia Reformata Transylvanica, 2010/1. p. 77– 85.
- Istenfogyatkozás. Megjegyzések Dorothee Sölle teológiájáról. In: Studia Universitatis Babeş-Bolyai Theologia Reformata Transylvanica, 2011/2, p. 15–44. ISSN (print) 1582-5418, ISSN (online) 2065-9482, ISSN-L 1582-5418.

o   http://www.studia.ubbcluj.ro/download/pdf/758.pdf
- Friedrich Hermanni teodiceája. In: Studia Doctorum Theologiae Protestantis. Kolozsvári Protestáns Teológiai Intézet, Kolozsvár, 2012/I., p. 245–255.
- Vladimir Jankélévitch, avagy a felvillanó-eltűnő lényeg nyomában. In: Református Szemle, Százhetedik évfolyam, Kolozsvár, 2014/5, p. 577 –593.
- Paul Ricoeur, avagy a megbocsátás mint himnusz a magasban. In: Studia Doctorum Theologiae Protestantis, Kolozsvári Protestáns Teológiai Intézet, Kolozsvár, 2015, p. 193– 221.
- A megbocsátás mint a társadalmi-politikai megbékélés feltételének vizsgálata Vladimir Jankélévitch morálfilozófiájában. In: Collegium Doctorum. Magyar református teológia. A Magyarországi Református Egyház Doktorok Kollégiumának periodikája. XI. évfolyam. Debrecen, 2015, 165-188.
- Vladimir Jankélévitch megbocsátás fogalma Jacques Derrida értelmezésében. In: Studia Universitatis Babeş-Bolyai Theologia Reformata Transylvanica, 2015/2, 54–63.
- Jankélévitch metafizikája és emberképe, valamint a megbocsátás I. In: Református Szemle, Százkilencedik évfolyam, 2016. január– február/1. p. 37– 54.
- Jankélévitch metafizikája és emberképe, valamint a megbocsátás II. In: Református Szemle, Százkilencedik évfolyam, 2016. március– április/2. p. 169– 190.
- Törvény vagy kegyelem? Kegyelem és törvény? In: Studia Universitatis Babes-Bolyai Theologia Reformata Transylvanica, 2016/2, 54– 66.
- Jankélévitch’s Image of God. In: Studia Universitatis Babes-Bolyai Theologia Reformata Transylvanica, 2017/2, 58– 73.
- A bűnténytől az irgalom-tényig. In: Peccato e misericordia divina come problema dell’uomo di oggi. Márton Áron Publishing House, Budapest, 2002. p. 99–108.
- Problema unităţii bisericii in teologia lui Wolfhart Pannenberg. In: Unitatea Bisericii, accente eclesiologice pentru mileniul III. Editura Limens, Cluj-Napoca, 2005, p. 328–336.
- Pál apostol logoterápiai olvasatban. In: Visky S. Béla (szerk.): Az értelem élete – az élet értelme. Erdélyi Műhely Kiadó, 2009, p. 55–69.
- Teológiai szempontok a kreáció-evolúció vitához. In: Történet – Metafora – Párbeszéd. Előadások, írások és beszélgetések a tudomány, hit és vallás kapcsolatáról. Kálvin Kiadó, Budapest, 2009, p. 261–295.
- Bizalom – Válság – Bizalomválság. In: Veress Károly, Ungváry Zrínyi Imre (red.): Válságtapasztalatok és etikai távlatok. Presa Universitara Clujeana / Kolozsvári Egyetemi Kiadó, Kolozsvár, 2011. p. 215–224.
- Felejtés és megbocsátás. Esettanulmány egy kommunikációs zsákutcáról. In: Ungváry Zrínyi Imre (red.): Életterünk a kommunikáció. A társadalmi kommunikáció és a média etikai problémái. Egyetemi Műhely Kiadó, Kolozsvár, 2014, p. 70–88.
- A megbocsátás mint pszicho-szociális egészségfaktor filozófiai megközelítése V. Jankélévitch elemzésében. In: Ungváry Zrínyi Imre (red.): Az élet gondnokai és az ember szabadsága. Élettisztelet, életértékek, életpolitikák. Egyetemi Műhely Kiadó – Bolyai Társaság, Kolozsvár, 2015. 149–169.
- Állam és egyház viszonya Dietrich Bonhoeffer értelmezésében. In: Ungvári Zrínyi Imre (szerk.): Identitás, konfliktus és politikai közösség. Egyetemi Műhely Kiadó, Kolozsvár, 2016. 161– 182.
- A beszéd etikája. In: Fazakas Sándor (szerk.): A protestáns etika kézikönyve. Kálvin Kiadó – Luther Kiadó, Budapest, 2017. p. 53–90. ISBN 978-963-558-381-2
- Isten vagy a gravitáció? – adalékok Stephen Hawking ateizmusához. In: Unger Zoltán (szerk.): Föld és Ég II. Tudomány és hit. Geológia és teológia. Magyarhoni Földtani Társulat, Budapest, 2017. p. 69– 77. ISBN 978-963-8221-69-8
- „A mindenkor szűz Máriától született Jézus”. A mariológia református értelmezése és az ökumenikus párbeszéd. In: Szűcs Ferenc (szerk.): Egyetemes és református. A második helvét hitvallás mai üzenetei. Kálvin Kiadó, Budapest, 2017. p. 160– 174. ISBN 978-963-558-387-4